# Giberville

Giberville este o comună în departamentul Calvados, Franța. În 1 ianuarie 2022 avea o populație de 4.956 de locuitori.